# Hydraena cubista
Hydraena cubista är en skalbaggsart som beskrevs av Perkins 2007. Hydraena cubista ingår i släktet Hydraena och familjen vattenbrynsbaggar. Inga underarter finns listade i Catalogue of Life.